# هارتمانسدورف (زاله‌هلتسلاند)
هارتمانسدورف (به آلمانی: Hartmannsdorf) یک شهر در آلمان است که در زاله‌هلتسلاند واقع شده‌است. هارتمانسدورف ۶۵۵ نفر جمعیت دارد.